# Charlie Carrick
Charlie Carrick es un actor británico, más conocido por haber interpretado a Robert Dudley en la serie Reign.

## Carrera
En 2010 apareció como invitado en la serie Tower Prep donde interpretó al estudiante Fenton Capwell.
En el 2013 apareció como invitado en la tercera temporada de la serie The Borgias donde interpretó a Pascal, el interés romántico de Micheletto Corella (Sean Harris), Pascal es asesinado por Micheletto cuando este se entera de que trabajaba como espía de Catherina Sforza (Gina McKee).
Ese mismo año se unió al elenco recurrente de la serie Cedar Cove donde dio vida al artista y chef John Bowman, hasta el 2014. Durante la tercera temporada John fue interpretado por el actor Gile s Panton.
En 2015 apareció en la película The Devout donde dio vida a Darryl.
Ese mismo año se unió al elenco principal de la tercera temporada de la serie Reign donde interpreta a Robert Dudley, 1.er Conde de Leicester, hasta ahora.

## Filmografía

### Series de televisión
| Año         | Serie        | Personaje       | Notas                                |
| ----------- | ------------ | --------------- | ------------------------------------ |
| 2015 - 2016 | Reign        | Robert Dudley   | 17 episodios                         |
| 2014        | Motive       | Steve           | episodio "Deception"                 |
| 2013 - 2014 | Cedar Cove   | John Bowman     | 9 episodios                          |
| 2013        | The Borgias  | Pascal          | 4 episodios                          |
| 2012        | Flashpoint   | David           | episodio "Sons of the Father"        |
| 2011        | Sanctuary    | Tyler           | episodio "Monsoon"                   |
| 2011        | Psych        | Colin Hennessey | episodio "Shawn Rescues Darth Vader" |
| 2011        | V            | Rafael Mendoza  | 2 episodios                          |
| 2010        | Tower Prep   | Fenton Capwell  | 4 episodios                          |
| 2010        | Sobrenatural | Robert          | episodio "Live Free or Twihard"      |
| 2008        | The L Word   | Mesero          | episodio "Look Out, Here They Come!" |

### Películas
| Año  | Título             | Personaje      | Notas |
| ---- | ------------------ | -------------- | --- |
| 2024 | The Apprentice     | Fred Trump Jr. | |
| 2017 | Trench 11          | Dr. Priest     | junto a Rossif Sutherland, Karine Vanasse, Shaun Benson, Ted Atherton, Adam Hurtig y John B. Lowe                    |
| 2015 | The Devout         | Darryl         | junto a Ali Liebert, Olivia Martin, Gabrielle Rose, David Nykl, Ryan McDonell y Michael St. John Smith               |
| 2015 | Eadweard           | Harry Larkyns  | junto a Michael Eklund, Sara Canning, Christopher Heyerdahl, Jodi Balfour, Torrance Coombs y Jonathon Young          |
| 2014 | Ally Was Screaming | Nole           | junto a Camille Sullivan, Giacomo Baessato, Niall Matter, Arielle Rombough y Mikaela Cochrane                        |
| 2013 | Holidaze           | Derek          | junto a Jennie Garth, Cameron Mathison, Kristin Booth, Maria del Mar, Conrad Coates, Shannon Kook y Rachael Crawford |
| 2013 | Molly Maxwell      | Ben Carter     | junto a Lola Tash, Krista Bridges, Rob Stewart, Richard Clarkin y Brooke Palsson                                     |

## Premios y nominaciones
| Año  | Categoría                                           | Premio    | Película   | Resultado |
| ---- | --------------------------------------------------- | --------- | ---------- | --------- |
| 2016 | Best Lead Performance by a Male in a Motion Picture | Leo Award | The Devout | Ganador   |